# مجزرة عائلة بعلوشة (17 أكتوبر 2023)
مجزرة عائلة بعلوشة (17 أكتوبر 2023) هي مجزرةٌ ارتكبها سلاح الجوّ الإسرائيلي خلال يوم الثلاثاء 17 أكتوبر 2023 حين شن سلسلة غارات على حي الصفطاوي شمال غزة استهدف فيها منزل سكني يعيش به أفراد عائلة بعلوشة. هذه المجرزة واحدة من ضمن سلسلة مجازر ارتكبها الاحتلال الإسرائيلي خلال الحرب الفلسطينية الإسرائيلية بعد عملية طوفان الأقصى التي شنتها المقاومة، تسبّبت هذه المجزرة باستشهاد أكثر من 11 شخصاً من عائلة بعلوشة.

## خلفية الحدث
في ساعاتِ الصباح الأولى من يوم السابع من أكتوبر 2023 أطلقت حركة المقاومة الإسلامية حماس عبر ذراعها العسكري كتائب الشهيد عز الدين القسام عملية طوفان الأقصى وذلك ردًا على الاعتداءات الإسرائيلية وتدنيس الأقصى والاستمرار في الاستيطان، كما أكّد على ذلك محمد الضيف القائد العام للقسّام والذي أعطى إشارة انطلاق العمليّة التي شهدت اقتحامًا من المقاومين لمستوطنات غلاف غزة ونجحوا في قتلِ عدد كبيرٍ من الجنود الإسرائيلين، وأسر عشرات آخرين كما استطاعوا خلال ساعات قطع عشرات الكيلومترات ووصلوا لمستوطنات أبعد من تلك المحيطة والقريبة من قطاع غزة.
استمرَّت الاشتباكات بين الجيش الإسرائيلي وبين المقاومين في عديد من المستوطنات وعلى رأسها مستوطنة سديروت. الرد الإسرائيلي على هذه العمليّة جاء من خلال شنّ سلاح الجو الإسرائيلي عشرات الغارات العشوائيّة على القطاع متسبّبة في مقتل عشرات المدنيين وتدمير البنية التحتية لمدن القطاع، ليصل حد فرض إغلاق شامل وقطع متعمد لكل الخدمات من ماء وكهرباء وغاز، وهو ما هدَّد حياة أكثر من مليونَي فلسطيني يعيشُ داخل القطاع الذي يُعاني أصلًا من تبعات الحصار الخانق عليهم منذ ستة عشر عاماً.

## الضحايا
1. الصحفي في قناة فلسطين اليوم محمد جميل محمد بعلوشة
2. جميل محمد حسن بعلوشة
3. هدى إسماعيل بعلوشة
4. إيمان جميل محمد بعلوشة
5. أيمن محمد جميل بعلوشة
6. هبة سعيد بعلوشة
7. تالا محمد بعلوشة
8. ليان محمد بعلوشة
9. هدى أيمن بعلوشة
10. كندة أيمن بعلوشة
11. جميل أيمن بعلوشة